# Harald Hein
Harald Hein (Tauberbischofsheim, 1950. április 19. – Tauberbischofsheim, 2008. május 20.) olimpiai és világbajnok német tőr- és párbajtőrvívó.